# Gaz Fermiego
Gaz Fermiego (gaz elektronowy Fermiego, gaz fermionów) – model opisujący idealny gaz kwantowy nieoddziałujących fermionów. Jest kwantowomechanicznym odpowiednikiem klasycznego gazu doskonałego dla cząstek podlegających statystyce Fermiego-Diraca. Zachowanie elektronów w metalach i półprzewodnikach, neutronów w gwiazdach neutronowych może być z pewnym przybliżeniem w niektórych sytuacjach opisywane przez idealny gaz Fermiego.

## Opis matematyczny
Cząsteczki gazu są w takiej sytuacji opisywane przez statystykę Fermiego-Diraca.
Najprostszy hamiltonian dla takich nieoddziałujących fermionów w przestrzeni Foka można zapisać, wykorzystując operatory kreacji i anihilacji:
{\displaystyle {\hat {H}}=\sum _{n}\epsilon _{n}a_{n}^{\dagger }a_{n}=\sum _{n}(E_{n}+\mu )a_{n}^{\dagger }a_{n},}
gdzie:
{\displaystyle E_{n}} – energia {\displaystyle n}-tego stanu,
{\displaystyle \mu } – potencjał chemiczny.

## Energia wewnętrzna gazu Fermiego
Do dalszych obliczeń przyjmiemy {\displaystyle \mu =0.}
Średnia liczba fermionów w gazie Fermiego:
{\displaystyle N=\int \limits _{0}^{\infty }dE\rho (E){\frac {1}{\exp(\beta E)+1}},}
gdzie:
{\displaystyle \rho (E)={\frac {2\pi V(2m)^{\frac {3}{2}}}{h^{3}}}{\sqrt {E}}} – gęstość stanów,
{\displaystyle m} – masa fermionów,
{\displaystyle h} – stała Plancka,
{\displaystyle V} – objętość, w której znajdują się fermiony,
{\displaystyle {\frac {1}{\exp(\beta E)+1}}} – rozkład Fermiego-Diraca,
{\displaystyle \beta ={\frac {1}{k_{B}T}}} – czynnik Boltzmanna,
{\displaystyle N={\frac {2\pi V(2m)^{\frac {3}{2}}}{h^{3}}}\int \limits _{0}^{\infty }dE{\sqrt {E}}{\frac {1}{\exp(\beta E)+1}}.}
Stosując proste podstawienie otrzymujemy:
{\displaystyle N={\frac {2\pi V(2m)^{\frac {3}{2}}}{h^{3}}}\beta ^{-{\frac {3}{2}}}\int \limits _{0}^{\infty }dx{\frac {x^{\frac {1}{2}}}{\exp(x)+1}}.}
Wartością powyższej całki jest funkcja eta Dirichleta od 3/2 razy gamma Eulera od 3/2 {\displaystyle \Gamma \left({\frac {3}{2}}\right)\eta \left({\frac {3}{2}}\right).} Ostatecznie otrzymujemy:
{\displaystyle N={\frac {2\pi V(2m)^{\frac {3}{2}}}{h^{3}}}(k_{B}T)^{\frac {3}{2}}\Gamma \left({\frac {3}{2}}\right)\eta \left({\frac {3}{2}}\right).}
Prowadząc analogiczne rozumowanie dla średniej wartości energii gazu Fermiego:
{\displaystyle U={\frac {2\pi V(2m)^{\frac {3}{2}}}{h^{3}}}\int \limits _{0}^{\infty }dE{\frac {E^{\frac {3}{2}}}{\exp(\beta E)+1}},}
otrzymujemy:
{\displaystyle U={\frac {2\pi V(2m)^{\frac {3}{2}}}{h^{3}}}(k_{B}T)^{\frac {5}{2}}\Gamma \left({\frac {5}{2}}\right)\eta \left({\frac {5}{2}}\right).}
Podstawiając do powyższego równania wartość N, otrzymujemy:
{\displaystyle U={\frac {5}{2}}{\frac {\eta \left({\frac {5}{2}}\right)}{\eta \left({\frac {3}{2}}\right)}}Nk_{B}T\propto Nk_{B}T.}
Czyli podobnie jak dla gazu klasycznego energia wewnętrzna jest wprost proporcjonalna do temperatury.

## Ciśnienie gazu Fermiego
Ciśnienie możemy zdefiniować jako pochodną energii po objętości gazu, otrzymujemy stąd:
{\displaystyle p={\frac {\partial U}{\partial V}}={\frac {5}{2}}{\frac {\eta \left({\frac {5}{2}}\right)}{\eta \left({\frac {3}{2}}\right)}}{\frac {\partial N}{\partial V}}k_{B}T.}
Ponieważ liczba cząstek jest liniową funkcją objętości otrzymujemy
{\displaystyle {\frac {\partial N}{\partial V}}={\frac {N}{V}}=n,}
gdzie:
{\displaystyle n} – liczba cząstek w danej objętości, nazywana koncentracją cząstek. Stąd
{\displaystyle p={\frac {5}{2}}{\frac {\eta \left({\frac {5}{2}}\right)}{\eta \left({\frac {3}{2}}\right)}}nk_{B}T\propto nk_{B}T.}